# Olešnice (Morávia do Sul)
Olešnice é uma cidade checa localizada na região de Morávia do Sul, distrito de Blansko‎.